# Episteira carchara
Episteira carchara är en fjärilsart som beskrevs av Louis Beethoven Prout 1958. Episteira carchara ingår i släktet Episteira och familjen mätare. Inga underarter finns listade i Catalogue of Life.